# Daeodon shoshonensis
Daeodon è un genere estinto di artiodattilo entelodonte vissuto tra l'Oligocene superiore e il Miocene inferiore, circa 23-20 milioni di anni fa, in Nord America. La specie tipo è Daeodon shoshonensis, descritta da un olotipo molto discutibile da Cope. Alcuni autori lo sinonimizzano con Dinohyus hollandi e molte altre specie (vedi sotto), ma a causa della mancanza di materiale diagnostico, questa sinonimizzazione è alquanto discutibile.
Daeodon rappresenta uno dei più grandi e completi entelodonti conosciuti. Un altro grande membro di questa famiglia, di dimensioni simili a Daeodon, è l'asiatico Paraentelodon, che però è noto da materiale molto incompleto.

## Descrizione

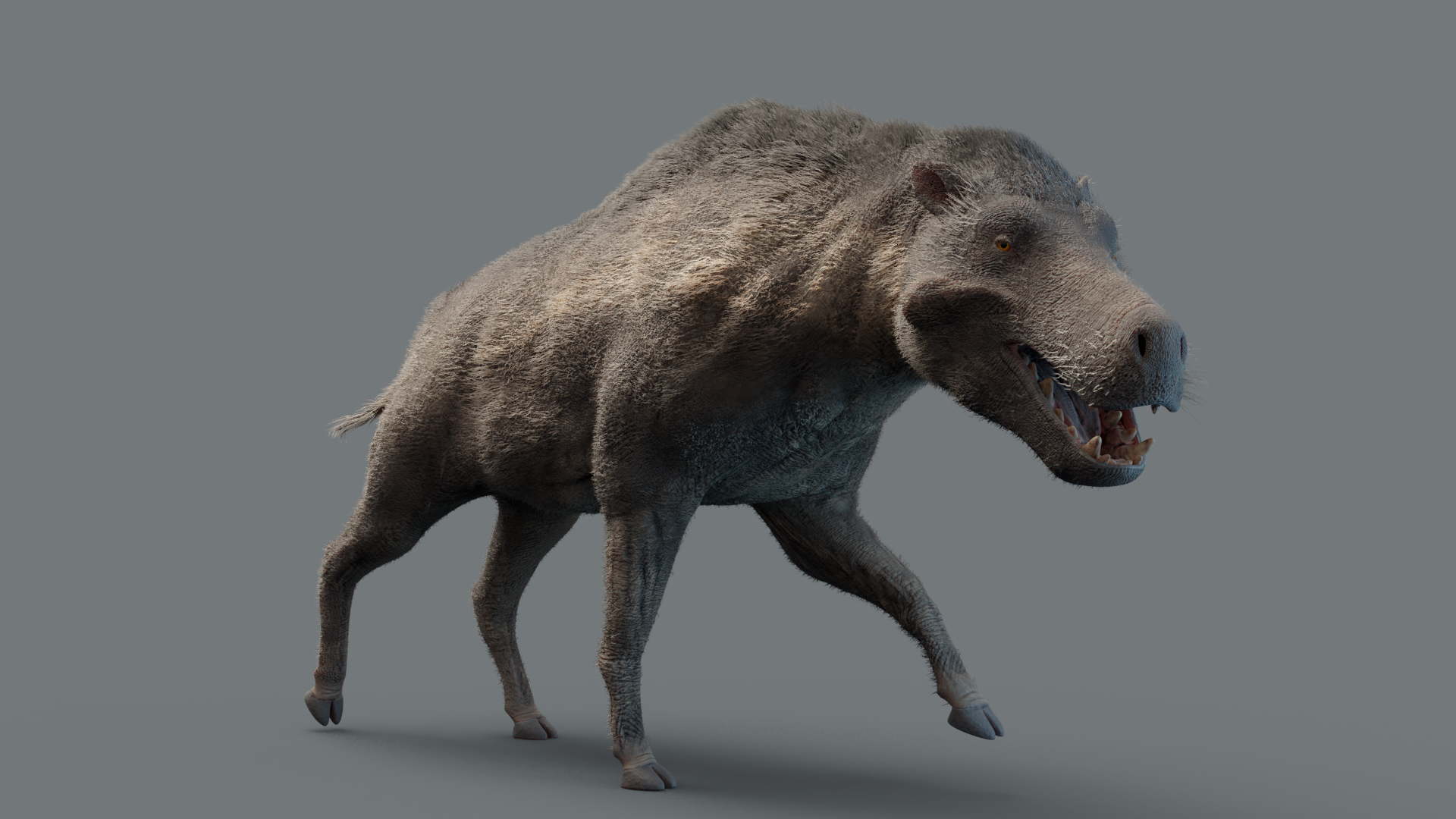
Ricostruzione artistica di Daeodon

Daeodon shoshonensis è il più grande entelodonte conosciuto; con individui adulti che presentano crani lunghi circa 90 centimetri e raggiungevano un'altezza di circa 1,77 metri al garrese. Il cranio di questi animali presenta una cresta sagittale molto sviluppata e grandi superfici sulla mandibola per l'inserzione di grandi e robusti muscoli masticatori. Il cranio di tutti gli entelodonti mostrano flange ossee sugli zigomi e protuberanze sulla mandibola; queste escrescenze probabilmente servivano da riconoscimenti intraspecifici o sessuali. L'animale si differenzia dagli altri entelodonti per una serie di caratteristiche dentali uniche, la forma e le dimensioni relativamente piccole delle flange zigomatiche del cranio rispetto a quelle di Archaeotherium, e le dimensioni ridotte dei tubercoli mandibolari, nonché per caratteristiche del carpo e del tarso e la fusione delle ossa nella parte inferiore della gamba. Come tutti gli altri entelodonti, i suoi arti erano lunghi e snelli, con ossa delle zampe anteriore fuse insieme, che terminavano in due dita dotate di zoccoli. L'animale presentava un collo relativamente leggero per le dimensioni della testa, il cui peso era per lo più sostenuto dai muscoli e dai tendini attaccati alle alte spine delle vertebre toraciche, che in vita formavano un gobba di muscoli, simile a quella dei moderni bisonti e rinoceronti bianchi.

## Classificazione

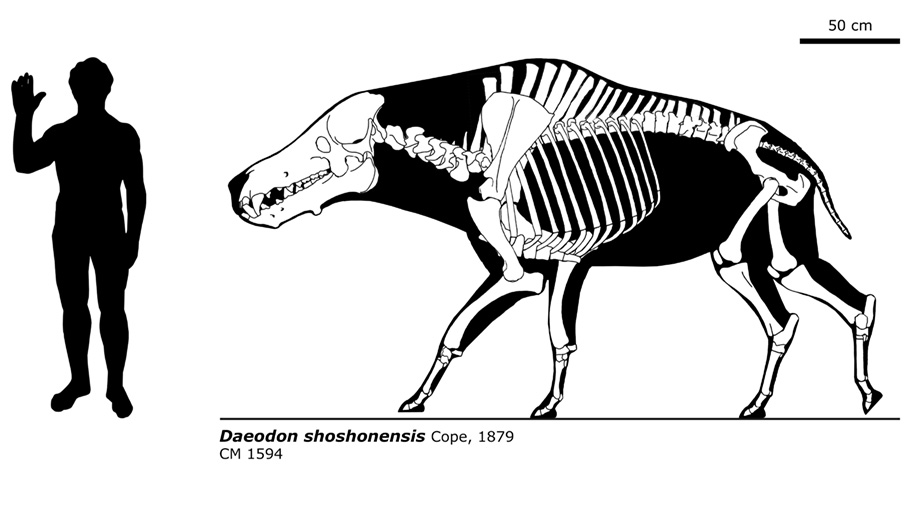
Illustrazione dello scheletro di Daeodon

Il genere Daeodon venne eretto dall'anatomista e paleontologo americano Edward Drinker Cope, nel 1878, che lo classificò come un perissodattilo strettamente imparentato con Menodus. Questa classificazione persistette fino alla descrizione di "Elotherium" calkinsi, nel 1905, un animale molto simile e molto più completo proveniente dalle stesse rocce, che fu prontamente assegnato come una specie di Daeodon da Peterson (1909). Ciò portò alla riclassificazione di Daeodon come un membro della famiglia Entelodontidae. Le relazioni esatte tra Daeodon e gli altri entelodonti non sono chiare; alcuni autori (Lucas et al., 1998) considerano una maggiore somiglianza morfologica di Daeodon con Paraentelodon piuttosto che con i precedenti entelodonti nordamericani, come Archaeotherium, come prova del fatto che Daeodon fosse discendente di un'immigrazione di grandi entelodonti asiatici in Nord America durante l'Oligocene superiore. Tuttavia, l'esistenza di esemplari distinti di Archaeotherium che mostrano caratteristiche che ricordano quelle presenti sia in Paraentelodon che in Daeodon solleva la possibilità che entrambi i generi discendano effettivamente da un antenato comune nordamericano.
Sebbene non specificato nella descrizione originale di Cope, il nome Daeodon deriva dalle parole greche daios, che significa "ostile" o "terribile", e odon, che significa "denti".

### Specie
La specie tipo del genere Daeodon è D. shohonensis, che si basa sul frammento di una mandibola ritrovata nella Formazione John Day, nell'Oregon. Diverse altre specie furono assegnate al genere nei decenni successivi, come D. calkinsi, D. mento e D. minor. Dal 1945, venne suggerito che altri due taxa fossero in realtà sinonimi junior di Daeodon, ma la formalizzazione di questo riclassificazione non ebbe luogo fino agli studi di Lucas et al. (1998). Ammodon leidyanum, specie nominata dal rivale di Cope, Othniel Charles Marsh, e Dinohyus hollandi, uno scheletro completo rinvenuto nella cava di Agate Springs nel Nebraska, risultarono indistinguibili l'uno dall'altro e, a loro volta, entrambi erano indistinguibili da D. shoshonensis. Con l'eccezione di D. calkinsi, che è stato provvisoriamente escluso da Daeodon, anche le altre specie di Daeodon precedentemente riconosciute vennero sinonimizzate in D. shoshonensis. Nello stesso anno, il poco conosciuto Boochoerus humerosum, venne sinonimizzato in Daeodon da Foss e Fremd (1998) e, sebbene il suo status di specie distinta sia stato mantenuto, notano che le differenze potrebbero ancora essere attribuite a variazioni individuali o di popolazione o al dimorfismo sessuale.

## Paleobiologia

### Dieta

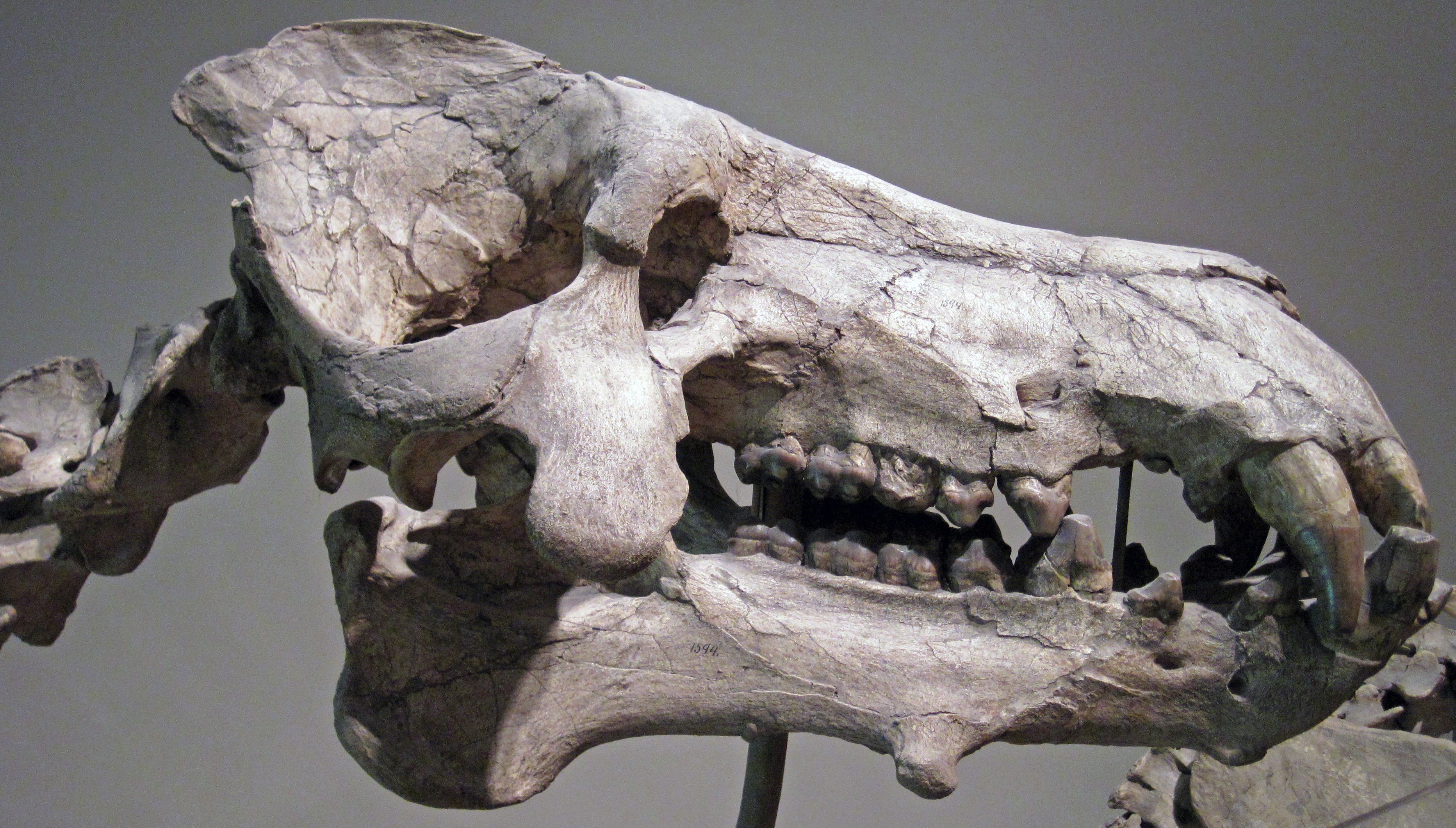
Cranio di Daeodon, al Carnegie Museum of Natural History

Come tutti gli entelodonti, Daeodon era onnivoro, e i modelli di smalto dei denti e la dentatura bunodonte suggeriscono che si nutrisse di noci, radici e viti, oltre a carne e ossa. La somiglianza superficiale con pecari, ippopotami e orsi implica un'ampia gamma in termini di quali piante si sarebbe nutrito l'animale. Le stagioni secche del Nord America dell'epoca potevano diventare estremamente torride, quindi l'animale potrebbe aver assunto l'acqua di cui aveva bisogno nutrendosi di viti. Non si conosce con precisione fino a quanto l'animale fosse carnivoro, o predatore, ma i grandi canini, i premolari acuminati e l'usura dei denti suggeriscono che fossero specializzati nel frantumare le ossa e strappare la carne, e il ritrovamento di segni di morsi sulle ossa del calicoterio Moropus suggerisce che questi animali cacciassero o si nutrissero delle carcasse dei grandi erbivori. Foss (2001) sostenne che la testa del Daeodon fosse troppo pesante per essere usata efficacemente per abbattere grandi prede, e che l'animale dipendesse esclusivamente dalle carcasse dei grandi erbivori. Tuttavia, gli adattamenti analoghi a quelli dei bisonti per la corsa, la visione stereoscopica caratteristica dei predatori e le prove di predazione negli entelodonti mette in discussione questa interpretazione. L'ipotesi più parsimoniosa sulla dieta di questi animali è che fossero probabilmente onnivori opportunisti, simili agli orsi, che si nutrivano di tutto ciò che gli si parava davanti a seconda delle circostanze.

### Comportamento
La struttura delle fauci e la muscolatura stimata forniscono numerose prove che indicano che gli entelodonti potevano aprire enormemente la propria bocca. Questo tratto potrebbe essere stato utile per cacciare o nutrirsi di carogne, ma adattamenti simili sono spesso collegati anche a comportamenti competitivi negli erbivori, come per gli ippopotami che usano l'enorme bocca nei combattimenti intraspecifici. Segni di morsi, compresi fori cicatrizzati, sono comunemente ritrovati sui crani degli entelodonti, ed è stato ipotizzato che questi segni potrebbero essere il risultato di lotte intraspecifiche, in cui i due avversari si sarebbe morsi sul muso. Come molti artiodattili moderni, i maschi probabilmente combattevano per il predominio, usando forse i loro tubercoli mandibolari come protezione dai morsi oltre alla loro funzione di attaccamenti muscolari. In Archaeotherium è stato osservato un significativo dimorfismo sessuale nella forma e nelle dimensioni delle flange zigomatiche e giugali, e con esemplari di Daeodon di taglia più piccola, tale dimorfismo non può essere escluso anche per questo animale. Se l'animale fosse stato dimorfico, è probabile che la funzione delle flange giugali espanse fosse di esibizione, sostenendo grandi ghiandole preorbitali simili a quelle degli ilocheri per la comunicazione chimica.

## Paleoecologia
L'areale di Daeodon si estendeva in quasi tutto il Nord America, e la maggior parte dei fossili di questo animale sono stati ritrovati nelle Agate Fossil Beds nel Nebraska, che rappresentano un ambiente durante un periodo di transizione tra le fitte foreste e le vaste praterie, probabilmente una delle principali cause della loro estinzione nel Miocene medio. Come evidenziato dalle lunghe zampe Daeodon era ben adattato alla vita nelle praterie mostrando una morfologia più cursoria rispetto a quella di entelodonti più primitivi come Archaeotherium, perdendo completamente gli speroni, i metacarpi prossimalmente fusi e una muscolatura a livello delle spalle simile a quella di un bisonte.
Il letto d'ossa delle Agate Springs era un ambiente di pianura alluvionale condizionato da stagioni umide e secche. Daeodon condivideva questo habitat con piccoli cammelli simili a gazzelle come Oxydactylus, il grande calicoterio Moropus, diverse specie di anficionidi (predatori delle dimensioni di un coyote o di un lupo che vivevano in branchi), castori terrestri (Palaeocastor) che riempivano la nicchia ecologica dei moderni cani della prateria, e diverse specie di piccoli rinoceronti che vivono in branco, come Menoceras. I rinoceronti subivano massicce morie periodiche durante la stagione secca, ma i fossili di Daeodon sono rari, il che suggerisce che non fossero animali sociali né particolarmente attratti dalle carogne.

## Nella cultura popolare
Grazie al suo aspetto bizzarro e spaventoso, unito alle sue eccezionali dimensioni, Daeodon è uno degli entelodonti meglio noti e più apprezzati dalla cultura popolare, apparendo in documentari, dove talvolta viene soprannominato con nomi esagerati e sensazionalisti, come maiale infernale o maiale terminator.
Daeodon è uno dei protagonisti dell'episodio 4 dello show Prehistoric Predators del National Geographic Channel, nell'episodio appositamente intitolato "Il maiale killer" (Killer Pig). L'episodio presenta una serie di affermazioni non provate o smentite dalla scienza, come l'affermazione che Archaeotherium (semplicemente identificato come "entelodonte" nello show) fosse il principale predatore delle Badlands americane e che fosse l'antenato diretto del Daeodon (chiamato "Dinohyus" nello show).